# Вестби (Монтана)
Вестби (енгл. Westby) град је у америчкој савезној држави Монтана.

## Демографија
По попису из 2010. године број становника је 168, што је 4 (-2,3%) становника мање него 2000. године.
| Група             | 2000.       | 2010.       |
| Белци             | 166 (96,5%) | 159 (94,6%) |
| Афроамериканци    | 0 (0,0%)    | 0 (0,0%)    |
| Азијати           | 0 (0,0%)    | 0 (0,0%)    |
| Хиспаноамериканци | 3 (1,7%)    | 3 (1,8%)    |
| Укупно            | 172         | 168         |